# Додо-Гол
Додо-Гол (рос. Додо-Гол) — улус Хоринського району, Бурятії Росії. Входить до складу Сільського поселення Верхньоталецьке.
Населення — 215 осіб (2015 рік).